# 桑德捷斯基俱樂部
桑德捷斯基俱樂部（SønderjyskE）是丹麥的一家體育俱樂部。下設有兩家足球隊伍，兩支手球隊伍。球隊位於南日德蘭半島。旗下的男子足球隊目前參加丹麥足球超級聯賽的賽事。

## 外部連結
- Official site （页面存档备份，存于）
- Official supporters site: SønderjyskE Fodbold Support （页面存档备份，存于）